# Marian Pleașcă
Marian Pleașcă (Caracal, 6 febbraio 1990) è un calciatore rumeno, centrocampista svincolato.